# Me ho
ハルカミホ（1986年6月23日 - ）は日本の歌手。岐阜県岐阜市出身、血液型O型、岐阜県立岐阜北高等学校卒。

## 略歴
作曲家・筒美京平の楽曲提供とプロデュースを受け、2005年12月7日、本名の尾関美穂の名で、「メコンの憂鬱」にてエイベックスよりメジャーデビュー。その後も同作曲家より楽曲提供を受け、シングル4枚・アルバム1枚をリリース。所属事務所はサンズエンタテインメント、レコード会社はエイベックスだった。
2007年1月1日に事務所移籍、約1年の活動休止をはさみ、2008年2月6日にme_ho(みーほ)に改名し、インデックスミュージック（販売元：キングレコード）から「lovers'tone」をリリース。
2011年より、ハルカミホに改名。
美空ひばりや坂本冬美をフェイバリットと公言しており、デビュー以降昭和の曲をカバーしている他、2006年4月から12月までLFX mudigi『サンデー蔵出しアナログ盤アワー』のアシスタントを務めていた。

## ディスコグラフィー

### シングル

#### 尾関美穂
- メコンの憂鬱（2005年12月7日） - オリジナル曲、筒美京平が手がけている
- また逢う日まで（2006年2月22日） - 尾崎紀世彦のカバー
- 九月の雨（2006年8月2日） - 太田裕美のカバー
- 土曜日の魔法（2006年11月22日）

#### me_ho
- Lovers' tone（2008年2月6日、素敵探偵☆ラビリンスエンディングテーマ）

#### ハルカミホ
- 恋のバカンス（2011年2月2日） - 大内義昭とのデュエットカバー

### アルバム

#### 尾関美穂
- 風光る（2006年11月29日）

## 出演

### インターネットラジオ
- ブロードバンド!ニッポンサンデースペシャル『サンデー蔵出しアナログ盤アワー』（2006年4月 - 12月、LFX mudigi）

### ラジオドラマ
- 浅知恵ドライブ（2006年、TOKYO FM）日野栄子 役